# Patrick Cotter O'Brien
Patrick O'Brien, de nacimiento Patrick Cotter (Kinsale, 19 de enero de 1760-8 de septiembre de 1806), fue el segundo y más famoso hombre afectado de gigantismo, que con ese apellido atribuido se exhibió en Londres a finales del siglo XVIII.

## El primer O'Brien
En abril de 1782 llegó a Londres para exhibirse Charles Byrne, supuestamente de 2,50 m. Exámenes posteriores de sus restos descubrieron que en realidad medía 2,31 m. Llamó la atención de inmediato, como informó un diario londinense en un artículo del 6 de mayo de 1782: "Aunque es fácil atraer la curiosidad, generalmente cuesta más captar la atención del público; pero este no es el caso del moderno Coloso viviente, el maravilloso gigante irlandés. Tan pronto como llegó a un elegante apartamento en Spring Garden, puerta con puerta con el Museo Cox, curiosos de todo tipo acudieron a verlo, siendo conscientes de que un prodigio como este nunca antes había aparecido entre nosotros (...)".
Se cambió el apellido a O'Brien, simulando ser descendiente del antiguo y legendario rey de Irlanda. Cometió el error de cambiar su fortuna en efectivo por un aval bancario, y durante una noche de fiesta se lo robaron. O'Brien se sumió en la desesperación, bebiendo en exceso. En junio de 1783 apareció muerto en su apartamento. Tenía 22 años.
Consciente de que todos los médicos de Londres ansiaban su esqueleto, O'Brien dejó como última voluntad el deseo de ser arrojado al mar. Sus sospechas eran correctas, pues en cuanto se supo de su fallecimiento, médicos y cirujanos empezaron a hacer guardia frente a la casa. En cuanto se publicó la última voluntad, un periódico afirmó que los cirujanos estaban dispuestos a contratar buzos para recuperar el cuerpo.

## John Hunter y el cadáver de O'Brien
John Hunter fue uno de los principales anatomistas de la historia y uno de los fundadores de la patología experimental, en 1763, compró unas tierras donde levantó una casa y un zoológico surtido de ejemplares domésticos y salvajes. Su colección se hizo tan grande que, en 1783, ya rico, famoso y respetado, compró una casa en Leicester Square dónde instaló el Hunterian Museum and Art Gallery, un monumento al cuerpo humano y el reino animal. Se le traían a propósito ejemplares exóticos como zarigüeyas y canguros y su colección de ballenas disecadas era única. Se interesó en los "monstruos" no como una curiosidad, sino como una parte más del esquema de la vida. La colección de malformaciones del museo es la mayor del mundo.
Por supuesto, O'Brien era para él una pieza codiciada. Se decía que O'Brien fue atormentado por Hunter con su insistencia en tenerlo localizado y que fue esto lo que lo precipitó a la bebida, pues llegó a considerarse no más importante que un canguro o una ballena, un raro ejemplar destinado a ser expuesto en una vitrina. Con su última voluntad pretendía salir triunfante de su pugna con Hunter y a ello dedicó sus últimas libras.
La gente contratada por O'Brien logró despistar a los médicos y partir rumbo a la costa con el enorme ataúd. Debe tenerse en cuenta que los cirujanos ingleses del siglo XVIII no mostraban reparos en robar cadáveres. El suministro legal se limitaba a los ahorcados pero, aunque las ejecuciones eran numerosas, en absoluto cubrían las necesidades de las cada vez más numerosas escuelas médicas, floreciendo un lucrativo y macabro negocio porque los médicos no dudaban en pagar a gente de la peor calaña para robar cuerpos. Como pagaban bien, Londres se llenó de bandas de ladrones nocturnos que saqueaban las fosas comunes donde eran enterrados los pobres. Solo décadas después, el escándalo de Burke y Hare, que inspiró a Robert Louis Stevenson, consiguió poner freno a semejante situación.
Acostumbrado a esta ilícita actividad, Hunter supo por conocidos de los bajos fondos el destino de O'Brien, y pagó una sustanciosa cantidad para que seguir al cortejo fúnebre. La penúltima noche los amigos de O'Brien se detuvieron en una posada y dejaron el ataúd en el granero. Los hombres de Hunter aprovecharon para invitarlos a beber whisky hasta emborracharlos, entonces, trasladaron el cadáver a su carreta y llenaron el ataúd de piedras. Al día siguiente, los porteadores lanzaron el féretro al Canal de Irlanda sin notar nada.
Hunter hirvió el cadáver en una gran caldera para quedarse los huesos. El esqueleto, junto a la caldera, continúan en su museo. Su estudio a principios del siglo XX, además de descubrir su altura real, permitió descubrir que el gigantismo se debe a un tumor en la pituitaria.

## Patrick Cotter, el segundo O'Brien
Patrick Cotter nació en Kinsale (condado de Cork, Irlanda) en 1760 y a los 18 años fue descubierto mientras trabajaba como albañil por un hombre de negocios que le ofreció llevarlo a Bristol para exhibirlo, prometiéndole 50 libras al año durante tres años. Pero Cotter, al ver los enormes beneficios que el negocio reportaba, le exigió una parte. También fue alquilado a un colega sin consultarle y como respuesta al enfado de Cotter, el empresario lo acusó falsamente de deudas impagadas y acabó en prisión. Un comerciante de Bristol, William Watts, se apiadó de él, consiguió sacarle de la cárcel y le ayudó a montar su propio espectáculo. En tres días de exhibición en la feria de St. James, Cotter recaudó la considerable cifra de 30 libras.
Se cambió el nombre a Patrick O'Brien, en honor a su desafortunado predecesor y se instaló en un piso en Londres, donde se exhibía de once a cuatro por dos chelines para los ricos y por la tarde podían contemplarle los humildes a cambio de un chelín. Se decía que en el teatro de Sandler Wells bajaba del escenario para saludar al público de los palcos y que sorprendía con un beso a las jovencitas que se asomaban en los segundos pisos. Como de día asustaba a los niños, paseaba de noche y se dice que encendía su pipa en las velas de las farolas.
Tenía muchos problemas con los sastres. En una carta a Watts, se quejó con ironía de que le habían prometido unos calcetines en tres semanas: "y de eso hace ya tres años, así que no sé que pensar..." En un grabado de 1803, se muestra a Cotter con un brazo acodado en lo alto de una puerta abierta, mientras un sastre subido a una silla le tomaba las medidas.
Cuando regresó a Bristol se encargó un enorme carruaje a medida tirado por varios caballos. En una ocasión, el descomunal vehículo llamó la atención de un policía, que le dio el alto. Cuando Patrick descendió, el agente salió corriendo despavorido. En otra ocasión, alquiló un coche en Londres y, cuando llegó a su destino, el cochero comentó a sus colegas: "He trabajado más que todos vosotros juntos, pues yo he llevado un monumento".
Contrajo una enfermedad hepática y murió el 8 de septiembre de 1806. Deseaba ser enterrado en la capilla católica de Trenchard Street, pero tenía miedo de que los ladrones de cadáveres se apoderasen de su cuerpo y acabara hirviendo en la caldera de algún cirujano como le pasó a O'Brien. Dispuso que su tumba fuera tallada en roca sólida a 3,5 m de profundidad, rellenada con ladrillos y barras de hierro y que sus catorce enterradores fueran abstemios.
Aunque circulaban rumores de que sus esfuerzos fueron en vano, durante unas reformas en 1906 los obreros encontraron intacto el inmenso féretro. Una inscripción indicaba que Cotter medía 2,54 m, pero se descubrió que se trataba de una falsificación posterior, poniendo originalmente 2,44 m. Sin embargo, el esqueleto medía 2,38 m. Los patólogos determinaron que en vida sí debió medir 2,44 m, si no se tenía en cuenta una deformación de la columna vertebral. En el Bristol City Museum se conservan sus anteojos, su bastón de paseo, un zapato y una enorme silla de caoba de 1,55 m. Se desconoce el paradero de la silla chippendale que se exhibía en el pub The Lion de Bristol desde que fue comprada por un alemán en 1977, ni del reloj de oro de 500 g, que Cotter regaló a su benefactor Watts, en agradecimiento por haberle sacado de prisión.
Sus restos volvieron a ser examinados en 1972 y se publicó un libro sobre los resultados, que arrojaron un tamaño de 2,46 m. Debido a una reurbanización de la zona, volvió a ser exhumado en 1986 y, después de una breve ceremonia funeraria, los restos fueron incinerados.